# Erhard Frederiksen
Erhard Frederiksen (7. januar 1843 – 12. oktober 1903) var en dansk agronom og sukkerproducent. Han bliver betragtet som en af de vigtigste landbrugsøkonomer i sin samtid i Danmark. Han var medgrundlægger af Sukkerfabrikken Lolland i Holeby på Lolland i 1872–1874, der senere blev overtaget af De Danske Sukkerfabrikker under navnet Højbygaard Sukkerfabrik.
Han blev slået til ridder af Dannebrog i 1897. Han blev begravet på Vestre Kirkegård i København.